# Alnitak
Alnitak, định danh khác là Zeta Orionis (ζ Orionis, viết tắt: Zeta Ori, ζ Ori) và 50 Orionis (viết tắt 50 Ori), là một hệ sao ba trong chòm sao Lạp Hộ, có khoảng cách đến Mặt Trời là vài trăm parsec. Nó là một phần của Đai lưng Lạp Hộ cùng với Alnilam và Mintaka.
Ngôi sao chính, Alnitak Aa, là một siêu sao khổng lồ xanh nóng với cấp sao tuyệt đối là -6,0 và là ngôi sao lớp O sáng nhất trên bầu trời đêm với cấp sao biểu kiến là +2,0. Nó có hai đồng hành màu ánh lam cấp 4, một trong số đó được dung giải rõ và một chỉ được phát hiện bằng phương pháp giao thoa và quang phổ, tạo ra một cấp sao kết hợp cho bộ ba là +1,77. Các ngôi sao này là thành viên của quần tinh Orion OB1 và quần tinh Collinder 70.

## Lịch sử quan sát

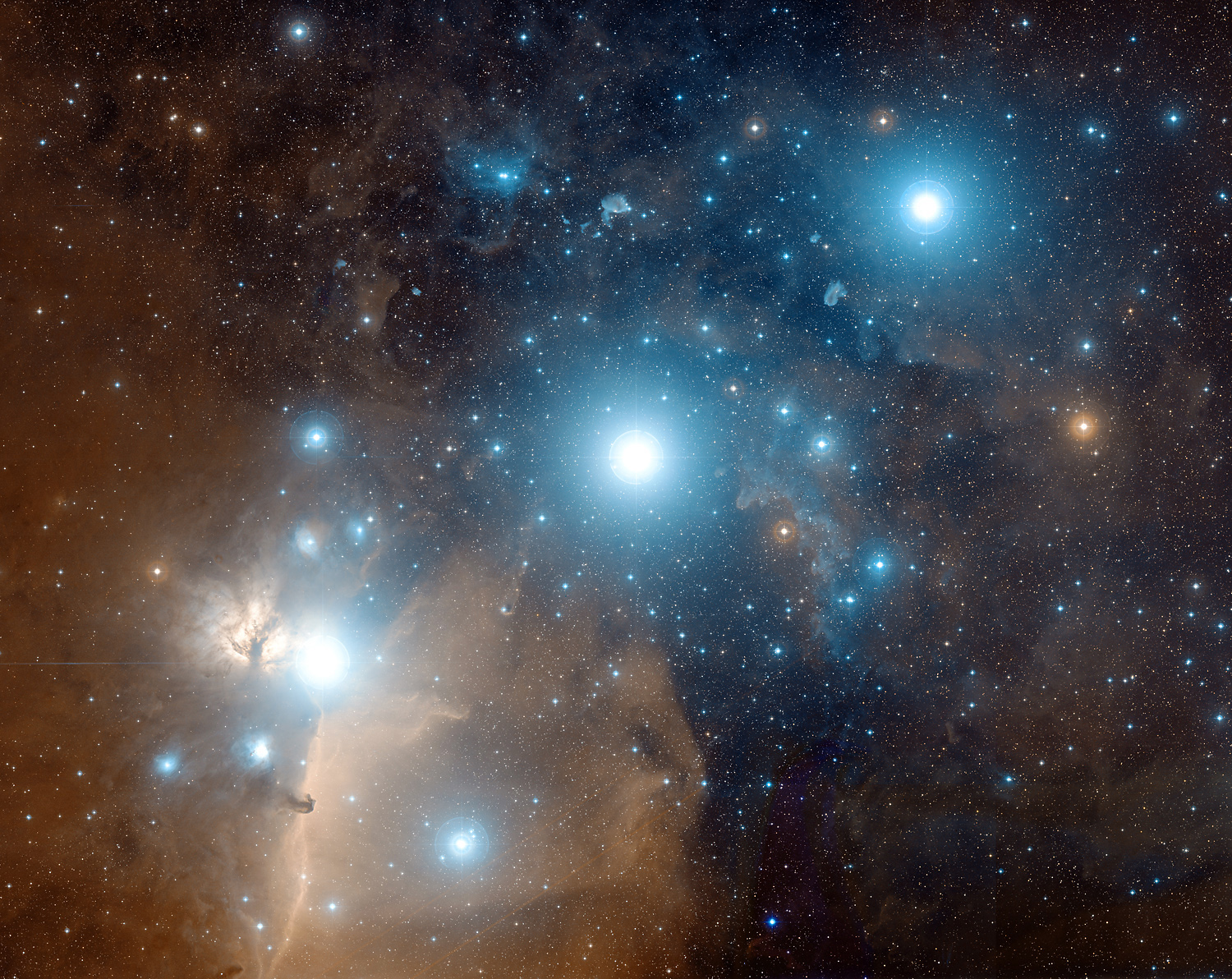
Đai lưng Lạp Hộ với Alnitak ở bên trái.

Alnitak đã được biết đến từ thời cổ đại, và như một thành phần của đai lưng Lạp Hộ, nó có ý nghĩa văn hóa rộng lớn. Nó được nhà thiên văn người Đức nghiệp dư George K. Kunowsky báo cáo là một hệ sao đôi vào năm 1819. Gần đây hơn, vào năm 1998, một nhóm nghiên cứu từ Đài thiên văn Lowell đã phát hiện thấy ngôi sao chính có một đồng hành gần; điều này đã từng được người ta đặt ra từ các quan sát được thực hiện bằng giao thoa kế cường độ sao Narrabri vào thập niên 1970.
Thị sai sao tính toán từ các quan sát của vệ tinh Hipparcos ngụ ý khoảng cách khoảng 225 parsec, nhưng điều này không tính đến sự méo mó gây ra bởi tính chất đa sao của hệ thống này và khoảng cách lớn hơn được nhiều tác giả đưa ra.

## Hệ sao

Alnitak Aa so với Mặt Trời (theo tỷ lệ xích).

Alnitak là một hệ thống ba sao ở đầu phía đông của đai lưng Lạp Hộ, với sao chính cấp 2 có một đồng hành cấp 4 ở khoảng cách gần 3 giây cung, trên quỹ đạo có chu kỳ trên 1.500 năm.
Phần được gọi là Alnitak A là một sao đôi gần, bao gồm Alnitak Aa và Alnitak Ab.
Alnitak Aa là một sao siêu khổng lồ lam thuộc loại phổ O9.5Iab với cấp sao tuyệt đối là -6,0 và cấp sao biểu kiến là 2,0. Người ta ước tính Alnitak Aa nặng gấp 33 lần và đường kính gấp 20 lần so với Mặt Trời. Nó sáng gấp 21.000 lần so với Mặt Trời, với độ sáng bề mặt (độ chói) lớn gấp 500 lần. Nó là ngôi sao sáng nhất thuộc lớp O trên bầu trời đêm.
Alnitak Ab là một sao gần mức siêu khổng lồ lam thuộc loại quang phổ B1IV với cấp sao tuyệt đối là -3,9 và cấp sao biểu kiến là 4,3, được phát hiện vào năm 1998.
Ngôi sao thứ tư, cấp sao 9, gọi là Alnitak C, đã không được xác nhận là một phần của nhóm Aa-Ab-B, và có thể chỉ đơn giản là nằm dọc theo đường ngắm.
Hệ thống Alnitak nằm trong làn mây mù của tinh vân IC 434.

## Từ nguyên và ý nghĩa văn hóa
ζ Orionis (Latin hóa thành Zeta Orionis) là định danh Bayer của ngôi sao và 50 Orionis là định danh Flamsteed của nó.
Tên truyền thống Alnitak, được viết khác đi thành Al Nitak hoặc Alnitah, được lấy từ tiếng Ả Rập النطاق an-niṭāq, nghĩa là "đai lưng". Năm 2016, Hiệp hội Thiên văn Quốc tế đã tổ chức một Nhóm công tác về Tên sao (WGSN) để lập danh lục và chuẩn hóa tên riêng cho các ngôi sao. Bản tin đầu tiên của WGSN vào tháng 7 năm 2016 bao gồm một bảng gồm hai nhóm tên đầu tiên được WGSN phê duyệt; bao gồm Alnitak cho ngôi sao này. Hiện nay nó đã được nhập vào Danh lục tên sao của IAU.

## Đai lưng Lạp Hộ
Ba ngôi sao trong đai lưng Lạp Hộ được gọi chung bằng nhiều tên gọi trong các nền văn hóa khác nhau. Các thuật ngữ tiếng Ả Rập bao gồm النجاد Al Nijād 'đai lưng', النسك Al Nasak 'đường thẳng', العلقات Al Alkāt 'các hạt vàng' và trong tiếng Ả Rập hiện đại là ميزان الحق Al Mīzān al Ḥaqq 'cán cân công lý'. Trong thần thoại Trung Quốc, chúng được gọi là đòn cân.
Đai lưng Lạp Hộ cũng là một phần của 7 ngôi sao hợp thành Tam Khỏa tinh (三颗星) hay Sâm (tiếng Trung giản thể: 参; tiếng Trung phồn thể: 參; bính âm: Shēn, Hán-Việt: Sâm), một mảng sao trong khoảnh sao Sâm Tú - một trong hai mươi tám chòm sao Trung Quốc cổ đại. Sao Sâm là một trong số 7 chòm sao thuộc Bạch Hổ ở phương Tây.
Tam Khỏa tinh hay Sâm nguyên ban đầu bao gồm Alnitak, Alnilam và Mintaka (= đai lưng Lạp Hộ); còn các sao Betelgeuse, Bellatrix, Saiph và Rigel được bổ sung muộn hơn. Do đó, tên gọi trong tiếng Trung của Alnitak là Sâm Tú Nhất (參宿一) , tức là Sao Sâm số 1.

## Tên gọi
USS Alnitah là một tàu chở hàng lớp Crater của Hải quân Hoa Kỳ được đặt theo tên ngôi sao này.